# Пьетро Байлардо
Пьетро Байлардо (итал. Pietro Bailardo), или Пьетро Баялардо (итал. Pietro Baialardo) — Пьетре Баяларде (Pïétre Bajalàrde) на абруццском диалекте — легендарный персонаж средневекового итальянского фольклора, карнавальная маска. Рассказы о нём являются частью устной народной традиции в южных и центральных регионах континентальной Италии. В них он предстаёт не только как благородный разбойник и капитан наёмников, но и как могучий волшебник, владеющий «Книгой приказаний» — авторитетным источником знаний по белой и чёрной магии, по преданию написанным античным поэтом Вергилием.
Гротескная фигура персонажа наделена типичными особенностями антигероя того времени, разрушающими клише и каноны, принятые в литературе северных регионов Италии. Его образ в устной традиции предшествует появлению в литературе образов с одной стороны доктора Фауста, с другой — Дона Кихота и Зорро.

## Прототипы
Прототипами персонажа принято считать философа Пьера Абеляра (1079—1142), неоднократно осуждавшегося Римско-католической церковью за еретические воззрения, врача и алхимика Пьетро Барлиарио (1055—1148) из Салерно, увлекавшегося чтением книг по магии на арабском языке и Пьера Террайля де Баярда (1473—1524), рыцаря без страха и упрёка, погибшего в Неаполитанском королевстве во время Итальянских войн.

## История персонажа
В устной традиции Абруццо персонаж Пьетро Байлардо предстаёт могущественным волшебником, раскаявшимся в конце жизни. Ранние версии местного предания полны историями о магии и колдовстве. В них Пьетро Байлардо, овладев «Книгой приказаний», заставляет бесов исполнять весьма странные для чернокнижника приказы.
Так он велит им переносить его по воздуху сначала в Константинополь, а затем в Рим, чтобы присутствовать на мессах одновременно в обоих городах. Или приказывает бесам вымостить камнями дорогу из Капуи в Вечный город, современную Вия Казилина, что созвучно другому преданию, согласно которому Аппиева дорога также была построена бесами, но по приказу древнеримского поэта Вергилия, которому приписывалось авторство «Книги приказаний». Даже Млечный Путь по традиции в Абруццо считали делом рук Пьетро Байлардо, который по нему совершил паломничество в Сантьяго-де-Компостела к святым мощам апостола Иакова.
Позднее, под влиянием тосканской литературы, легендарный персонаж превратился в народного героя или благородного разбойника, верного традициям рыцарства. Так он стал прообразом будущих героев плутовского романа.
Это предание получило широкое распространение в Кампании. Здесь Пьетро Байлардо днём, будучи наёмником в армии короля Франции, сражался за трон Неаполитанского королевства, а ночью, оставив доспехи и надев маску, бродил по сельской местности, соблазняя женщин и грабя жестоких богачей. Мужчины, не имея возможности отомстить ему за соблазнённых им жён и дочерей, сожгли чучело соблазнителя.
На юге Лацио персонаж стал маской карнавала. Его имя также сохранилось в названии местной деревни Байолардо. По местному преданию, именно в Риме раскаялся он во всех своих грехах и получил причастие в Пантеоне.